# Otello (pel·lícula de 1906)
Otello és una pel·lícula muda italiana estrenada el 30 d'octubre del 1906 dirigida per Mario Caserini i Gaston Velle. La trama de la pel·lícula és inspirata en la tragèdia homònima escrita cap el 1603 per William Shakespeare. Té una durada de 4 minuts. Fou produïda per la Società Italiana Cines.

## Trama
Otello conegut com "El moro de Venècia" és enganyat pel malvat Iago que li fa descobrir sentiments ocults d'ira i gelosia que ni tan sols sabia que existien. Així, el desprevingut Otel·lo comença a sospitar de les intencions de la seva dona Desdèmona i finalment la mata, però no s'ha acabat: ara la fúria que l'oprimeix és implacable i així l'home de cabell fosc comença a tenir dues cares: el Otel·lo mans i apassionat i el seu fènix explosiu que el portarà al suïcidi després de la notícia del descobriment de l'engany.

## Repartiment
- Ubaldo Maria Del Colle: Otel·lo
- Maria Caserini: Desdèmona
- Mario Caserini: Iago
- Fernanda Negri Pouget: Emília